# Pennisetum pumilum
Pennisetum pumilum är en gräsart som beskrevs av Eduard Hackel och Adolf Engler. Pennisetum pumilum ingår i släktet borstgräs, och familjen gräs. Inga underarter finns listade i Catalogue of Life.